# Patio Bullrich

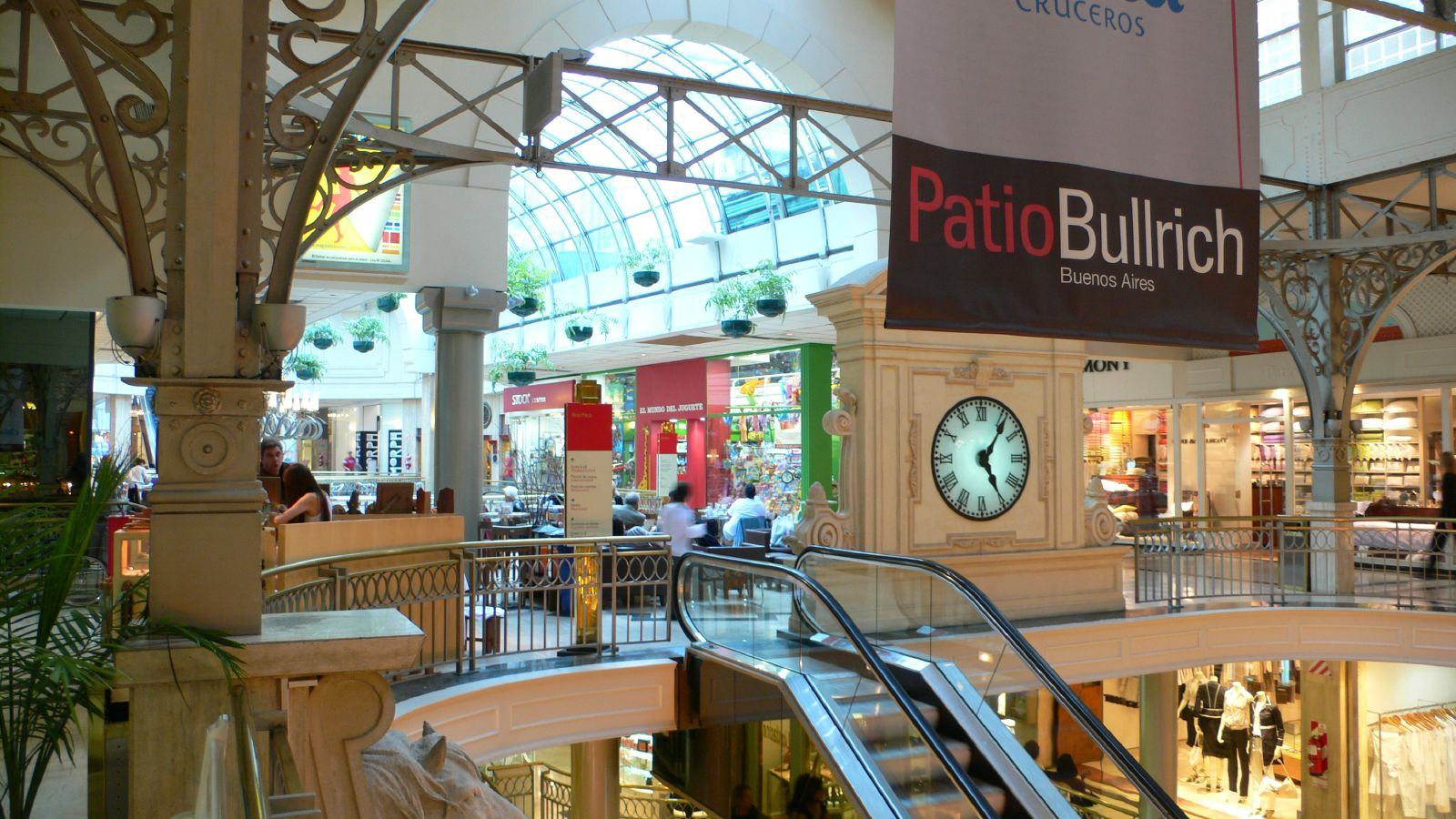
В торговом центре.

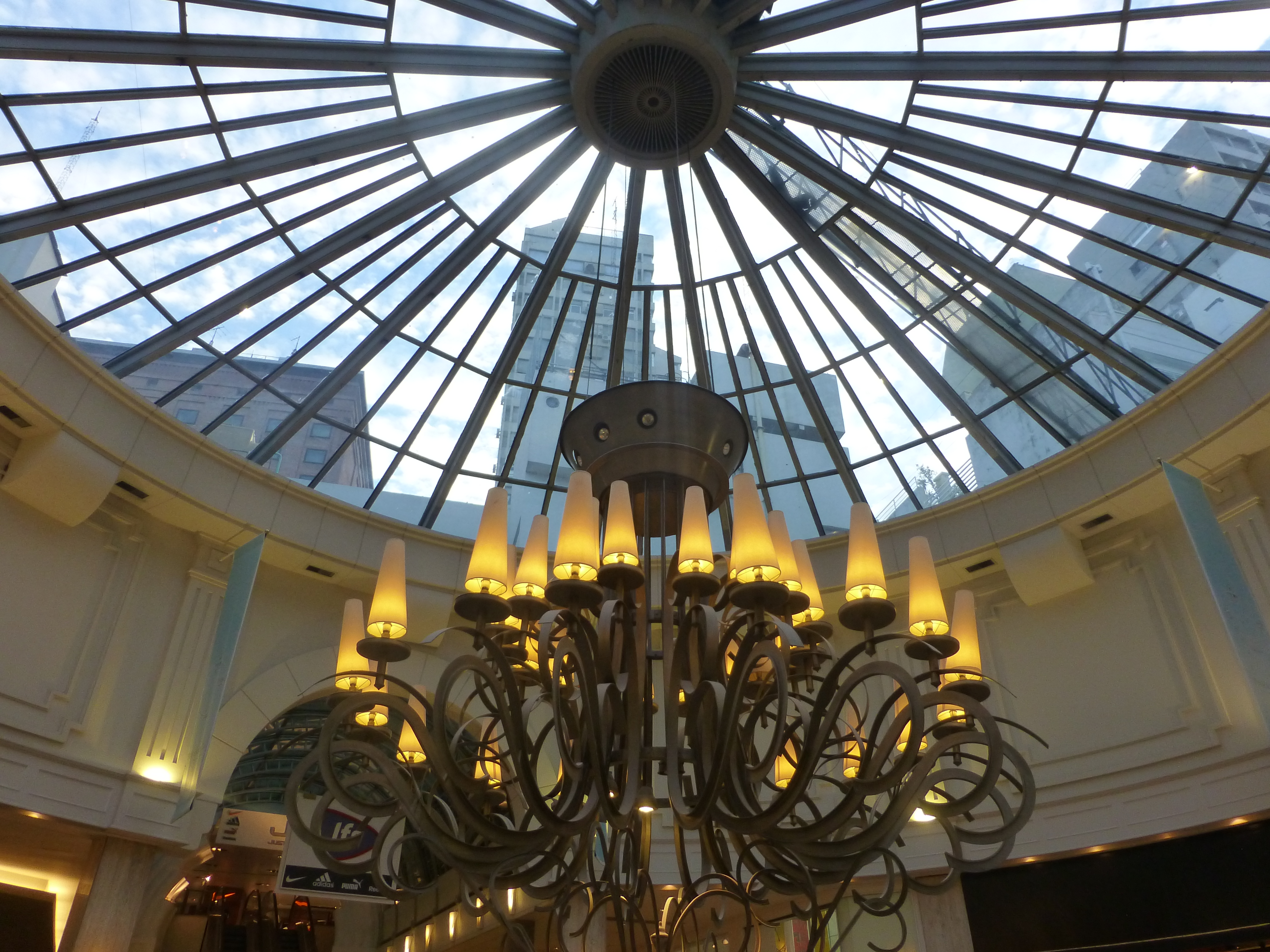
Люстра и купол на третьем этаже.

Патио Буллрих (исп. Patio Bullrich) — торговый центр в районе Ретиро, Буэнос-Айрес, Аргентина.

## Особенности
Патио Буллрих характеризуется как один из лучших торговых центров в городе Буэнос-Айрес. Он имеет два этажа, где вы можете найти товары самых престижных брендов в мире, в том числе Tiffany & Co, Salvatore Ferragamo, Rolex, Diesel, Max Mara, Rochas, Ermenegildo Zegna, Swarovski, Pepe Jeans, Carolina Herrera, Christian Lacroix, Zara, Cacharel и Hugo Boss. К услугам клиентов несколько ювелирных магазинов, здесь продаются товары от Cartier, Bvlgari или Tag Heuer.
Центр имеет: 
- 68 магазинов
- 15 обеденных залов
- 12 гондол
- 1 патио блюд для 800 человек,
- 1 стоянка для 210 автомобилей
- 1 развлекательная зона

## История
Патио Буллрих появился в 1867 году.
Здание было построено по проекту английского архитектора  Валдорпа, в качестве традиционного аукционного дома для всех видов коллекционирования, торговли домашним скотом и даже породистыми лошадьми.
15 сентября 1988 г. центр снова был открыт сохраняя традиционный старый стиль и неоклассическую архитектуру, которая была характерна для него.
В 1995 году запущен инновационный проект на расширение здания организованный менеджером компании Pfeifer & Zurdo. Этот проект начат, с целью сохранить историческую структуру здания, но в то же время включения в здание современных строительных решений.

## Местоположение
Торговый центр расположен на углу проспекта Авенида дель Либертадор 750 и улицы Посадас 1245.
Район характеризуется проживанием в нём жителей среднего и высшего класса.

## Коллективо
Рядом с торговым центром проходит несколько автобусных маршрутов (коллективо), которые проходят через этот район.

## Также
Авенида дель Либертадор